# Kuwait (Stadt)
Die Stadt Kuwait (arabisch الكويت al-Kuwait bzw. مدينة الكويت Madīnat al-Kuwait; deutsch auch Kuwait-Stadt; englisch Kuwait City) ist die Haupt- und zugleich größte Stadt des Emirats Kuwait. An der Küste des Kleinstaats am Ufer des Persischen Golfs gelegen, ist Kuwait das kulturelle, politische und wirtschaftliche Zentrum des Landes. Die rund 3 Millionen Einwohner umfassende Stadt, in der über 70 % der Staatsbevölkerung leben (Stand 2018), verfügt über keinen eigenen administrativen Status. An der in zahlreiche städtische Bezirke untergliederten Agglomeration haben alle sechs Gouvernements des Landes Anteil.
Im engeren Sinne versteht man unter Kuwait auch nur die historischen Kernbereiche der Stadt direkt an der Bucht von Kuwait, die heute zum Gouvernement al-Asima gehören und nahtlos in die übrigen Stadtteile übergehen.

## Geschichte
Das Gründungsdatum der Stadt in ihrer heutigen Form wird auf 1613 datiert. In seiner Frühzeit war Kuwait ein Fischerdorf, das sich im Laufe der Zeit auch zu einem Handelsplatz für den Warenhandel zwischen Indien und Arabien entwickelte. 1880 hatte die Stadt etwas weniger als 30.000 Einwohner. Der wirtschaftliche Aufstieg der Stadt wurde durch die Weltwirtschaftskrise Ende der 1920er-Jahre unterbrochen, da die Stadt maßgeblich von internationalen Warenströmen abhängig war. Auch die bis dato weltweit führende kuwaitische Perlenindustrie brach in Folge der Krise nahezu vollständig zusammen.
Zwischen 1946 und 1982 erlebte Kuwait eine Goldene Ära, da der Öl-Reichtum und die liberale Ausrichtung des Landes vermehrt zu Wohlstand führten. 1982 wurde der Aufschwung durch sinkende Ölpreise und den Souk Al-Manakh stock market crash unterbrochen.
Nach der Annexion durch den Irak und die wichtige Rolle bei der amerikanischen Invasion im Irak erlebte die Stadt einen weiteren Aufschwung.

## Wichtige Gebäude
In der Stadt sind das kuwaitische Parlament (مجلس الأمّة Madschlis al-Umma) und die meisten Behörden angesiedelt. Deutschland, Österreich und die Schweiz unterhalten eigene Botschaften.
Wahrzeichen der Stadt sind die drei 1979 erbauten Kuwait Towers (geplant von Sune Lindström und Malene Björn). Der höchste von ihnen erreicht 185 Meter und verfügt über ein Drehrestaurant auf der oberen Kugel und einen Aussichtsbalkon um die größere untere Kugel, von dem man einen weiten Ausblick hat und den Palast des Emirs sehen kann.
Das Nationalmuseum, früher ein wichtiger Ausstellungsort islamischer Kunst, wurde im irakisch-kuwaitischen Golfkrieg weitgehend zerstört, ist aber in Teilbereichen wieder zugänglich.
Nach den Kriegszerstörungen 1990/91 hat ein schneller Wiederaufbau und vor allem der Neubau von zahlreichen Hochhäusern die heutige eindrucksvolle Skyline Kuwaits entstehen lassen. Der ca. 8 km lange nördliche Küstenabschnitt vom Hafen bis zum östlichen Kap mit den Wassertürmen ist die neue Lebensader der modernen Stadt.
Von 2005 bis 2011 entstand im Stadtzentrum ein neuer Wolkenkratzer, der Al Hamra Tower, der 413 Meter hoch ist und zu den höchsten Gebäuden der Welt zählt.
Die Große Moschee Kuwait ist die Freitagsmoschee Kuwaits und gleichzeitig die größte Moschee des Landes.

## Bildung
In der Stadt gibt es drei Universitäten (Stand Herbst 2020), darunter die American University of Kuwait. Die älteste Universität wurde 1966 gegründet. Die größte Lehranstalt bildet 20.000 Studenten aus.

## Wirtschaft
Die Stadt Kuwait ist das wirtschaftliche Zentrum Kuwaits und ist durch den internationalen Flughafen Kuwait und den Hafen Shuwaikh maßgeblich am Export der ölbasierten Wirtschaft Kuwaits beteiligt. Auch die Börse Kuwaits, die Kuwait Stock Exchange, eine der ältesten und größten Börsen des Nahen Ostens, ist in der kuwaitischen Hauptstadt angesiedelt. Die Avenues Mall ist mit 360.000 Quadratmetern und über 1.100 Geschäften eines der größten Einkaufszentren der Welt.

## Verkehrsanbindung
Fernstraßen verbinden Kuwait mit dem Irak, Saudi-Arabien und küstennah mit den südlichen Emiraten am Persischen Golf. Das Straßennetz vor allem in die südlichen Vororte in Küstennähe ist gut ausgebaut.
Kuwait ist über den internationalen Flughafen Kuwait erreichbar.
Im Westen der Stadt befindet sich ein mittelgroßer Seehafen mit Umschlagmöglichkeiten für Ölprodukte, Container und Massengut. Die Passagierfahrt spielt aufgrund der politischen Unsicherheiten und der niedrigen Flugpreise nur noch eine untergeordnete Rolle.
Im Jahr 2018 begann ein Projekt für eine Eisenbahnlinie im Land, die auch die Hauptstadt mit einbezieht.

## Klimatabelle
|                       | Jan  | Feb  | Mär  | Apr  | Mai  | Jun  | Jul  | Aug  | Sep  | Okt  | Nov  | Dez  |   |       |
| Mittl. Tagesmax. (°C) | 19,5 | 21,8 | 26,9 | 33,9 | 40,9 | 45,5 | 46,7 | 46,9 | 43,7 | 36,6 | 27,8 | 21,9 | ⌀ | 34,4  |
| Mittl. Tagesmin. (°C) | 8,5  | 10,0 | 14,0 | 19,5 | 25,4 | 28,9 | 30,7 | 29,5 | 26,2 | 21,5 | 14,5 | 9,9  | ⌀ | 19,9  |
|                       |      |      |      |      |      |      |      |      |      |      |      |      |   |       |
| Niederschlag (mm)     | 30,2 | 10,5 | 18,2 | 11,5 | 0,4  | 0,0  | 0,0  | 0,0  | 0,0  | 1,4  | 18,5 | 25,5 | Σ | 116,2 |
|                       |      |      |      |      |      |      |      |      |      |      |      |      |   |       |
| Sonnenstunden (h/d)   | 6,4  | 7,8  | 7,0  | 7,6  | 8,8  | 10,2 | 9,9  | 9,7  | 9,5  | 8,1  | 7,2  | 6,2  | ⌀ | 8,2   |
|                       |      |      |      |      |      |      |      |      |      |      |      |      |   |       |
| Regentage (d)         | 5    | 3    | 3    | 3    | 1    | 0    | 0    | 0    | 0    | 1    | 3    | 3    | Σ | 22    |
|                       |      |      |      |      |      |      |      |      |      |      |      |      |   |       |
| Luftfeuchtigkeit (%)  | 65   | 57   | 49   | 37   | 25   | 16   | 16   | 20   | 25   | 38   | 51   | 64   | ⌀ | 38,5  |

| 8,5 |

| 10,0 |

| 14,0 |

| 19,5 |

| 25,4 |

| 28,9 |

| 30,7 |

| 29,5 |

| 26,2 |

| 21,5 |

| 14,5 |

| 9,9 |

| 8,5 |

| 10,0 |

| 14,0 |

| 19,5 |

| 25,4 |

| 28,9 |

| 30,7 |

| 29,5 |

| 26,2 |

| 21,5 |

| 14,5 |

| 9,9 |

## Söhne und Töchter der Stadt
- Dschabir al-Ahmad al-Dschabir as-Sabah (1926–2006), kuwaitischer Staatschef
- Sabah al-Ahmad al-Dschabir as-Sabah (1929–2020), Premierminister, Emir und Staatsoberhaupt von Kuwait
- Dschabir Mubarak al-Hamad as-Sabah (1942–2024), Politiker
- Nasser Al-Kharafi (1943–2011), Unternehmer
- Saud Nasir as-Sabah (1944–2012), Politiker
- Fayeq Abdul-Jaleel (1948–nach 1990), Dichter
- Alaa Hussein Ali (* 1949), Politiker
- François Maher Presley (* 1961), deutsch-syrischer Autor, Essayist, Fotograf, Ausstellungsmacher, Kunstkritiker und Philanthrop
- Abdullah al-Rashidi (* 1963), Sportschütze
- Fehaid al-Deehani (* 1966), Sportschütze
- Haitham al-Ghais (* 1969), designierter OPEC-Generalsekretär
- Frank Kalabat (* 1970), chaldäisch-katholischer Bischof von Detroit
- Bashar Abdullah (* 1977), Fußballspieler
- Mohammad Ghareeb (* 1980), Tennisspieler
- Mohammad al-Azemi (* 1982), Mittelstreckenläufer
- Bader al-Mutawa (* 1985), Fußballspieler
- Abdullah Maqdas (* 1987), Tennisspieler
- Nura Habib Omer (* 1988), Rapperin, Schauspielerin, Aktivistin
- Nikhil Dutta (* 1994), Cricketspieler
- Shan Masood (* 1994), pakistanischer Cricketspieler